# Damat Gürcü Halil Rifat Pascià
Damat Gürcü Halil Rifat Pascià in Turco-ottomano: داماد کرجی خلیل رفعت پاشا (Georgia, 1795 circa – Costantinopoli, 3 marzo 1856) è stato un ammiraglio ottomano di origine georgiana.

## Carriera
Halil Rifat Pascià era uno schiavo, un protetto e successivamente un rivale di Koca Mehmed Hüsrev Pascià. Fu ambasciatore in Russia dal 1829 al 1830. Fu nominato Capitan pascià (grande ammiraglio) per quattro volte dal 1830 al 1832, 1843-1845, 1847-1848 e 1854-1855, così come fu presidente del Consiglio Supremo degli Ordini Giudiziari ("Meclis-i Vâlâ") dal 1842 al 1845 e 1849-1850. Servì anche come serasker dal 1836 al 1838 e dal 1839 al 1840. Questo lo mise in una buona posizione per costruire e mantenere un gruppo di conservatori, di solito in alleato con Hüsrev Pascià.

## Famiglia
Halil Rifat ebbe tre mogli: 
- Fülane Hanim. Moglie sconosciuta da cui divorziò per sposare Saliha Sultan. Da lei ebbe almeno un figlio:
  - Ali Bey, ambasciatore in Austria. Ebbe a sua volta un figlio:
    - Ali Füad Ürfi Bey. Sposò Ayşe Şadıka Hanımsultan, figlia di Cemile Sultan, figlia del sultano Abdülmecid I e nipote del sultano Mahmud II. Da lei ebbe due figlie:
      - Kerime Hanım
      - Naime Hanım
- Saliha Sultan. Figlia del sultano Mahmud II, si sposarono il 22 maggio 1834 e rimase vedovo nel febbraio 1843. Il matrimonio fu infelice, ma da lei ebbe due figli e una figlia:[4][5][6][7]
  - Sultanzade Abdülhamid Bey Efendi (2 marzo 1835 - marzo 1837).
  - Sultanzade Cavid Bey Efendi (1837 - ?).
  - Ayşe Şadıka Hanımsultan (1841 - 1886). Sposò Server Pascià, figlio di Said Server Efendi. Ebbe almeno tre figlie:
    - Ayşe Hanim.
    - Azize Hanim. Sposò Hariciyeci Suad Bey ed ebbe due figli, Ziya Songülen e Mahmud Bey, e una figlia, Fehire Hanim.
    - Fatma Hanim. Sposò Fehmi Bey, figlio del gran visir Mehmed Esad Saffet Pascià, ed ebbe un figlio, Halil Bey, e una figlia, Belkis Hanim.

Dopo la morte di Saliha, sposò:
- Ismet Hanim. Da lei ebbe un figlio:
  - Asaf Mahmud Celaleddin Pasha (1853 - 1903). Ebbe tre mogli: 
    - Hacer Hanim. Da lei ebbe un figlio:
      - Halil Rifat Bey

    - Iffet Hanim. Da lei ebbe due figli:
      - Ali Füad Bey
      - Asım Bey

    - Seniha Sultan, figlia del sultano Abdülmecid I. Si sposarono nel febbraio 1877 e da lei ebbe due figli:
      - Sultanzade Mehmed Sabahaddin (13 febbraio 1879 - 30 giugno 1948). Ebbe due mogli e una figlia.
      - Sultanzade Ahmed Lütfullah Bey. Ebbe due mogli, Kamran Hanim e una donna ungherese da cui ebbe un figlio, Nadi Bey.

## Morte
Hali Rifat Pascià morì a Costantinopoli il 3 marzo 1856.